# Tiranet negrós
El tiranet negrós (Serpophaga nigricans) és una espècie d'ocell de la família dels tirànids. És palustre, inquiet, gris, ventre més clar, corona oculta blanca, cua negra i ales.
El seu nom específic, nigricans, significa 'negrós'.